# 赤い蝋燭と人魚
『赤い蝋燭と人魚』（あかいろうそくとにんぎょ）とは、1921年（大正10年）に発表された小川未明の創作童話。人間に潜むエゴイズムと異形の者が抱く怨念をテーマとした作品である。

## 概要
人間の優しさに幻想を抱いた人魚の母によって、老夫婦に託され、裏切られた人魚の娘の物語である。1921年（大正10年）2月16日-20日に東京朝日新聞に連載され、小川未明の出世作となった。4月刊行。　
この作品は、新潟県上越市大潟区の雁子浜（がんごはま）に伝わる人魚伝説から得た発想を元にしたと言われている。雁子浜には当時から創業している、ろうそく屋が現存しており、これがモデルになったと言われている。

## あらすじ
ある北の暗い海に身重の人魚が棲んでいた。人魚は常日頃から「あまりにも海は寂しいので、これから生まれる子供が可哀想だ」と憂いており、月明かりの晩に岩の上で空想にふけるのを常としていた。人間が住む街は楽しく、また人間は優しい心を持っていると聞いていた人魚は「人魚は胴から上は人間と同じなのだから、一度人間に拾われれば決して無慈悲に捨てられることはないだろう」と考えた。そして人魚はせめて我が子だけは美しくにぎやかな街で幸せに暮らしてほしいという想いから、二度と会えなくなるのを知りつつも子供を陸の上で産み落とすことに決め、海岸の小高い山にある神社に向かって泳ぎ始めた。
翌朝、人魚の捨て子は神社のそばの、ろうそく屋の老夫婦に拾われた。神社の神様からのご縁と考えた老夫婦によって、その子はとても大切に育てられ、美しい娘に成長する。ある日人魚の娘は「自分がろうそくに絵を描いたらみんな喜んで買ってくれるだろう」と思いつき、白いろうそくに赤い絵具で魚や貝の絵を描き始めた。するとそのろうそくはたちまち評判となり、ろうそく屋は繁盛する。更には神社に納めた絵付のろうそくを灯して燃えさしを持ち帰り漁などの海の仕事に出ると、どんな時化でも無事に帰ってこられるということが分かり、ますます評判が広まる。こうして神社には毎日毎夜、ろうそくの光が絶えなくなるほどに参拝者が訪れるようになり、神社と街は栄える。一方で人間でない自分を育ててくれた恩を返そうと、手の痛みもこらえて絵を描き続ける娘を心配する者は誰一人としていなかった。疲れ果てた娘は、いつしか月夜に窓から顔を出して、遠い北の海を恋しがって涙を浮かべるようになった。
そんな時、評判を聞きつけた行商人（香具師）が人魚の娘に目をつけ、老夫婦に娘を売ってくれるように頼んだ。最初のうち老夫婦は娘を手放そうとしなかったが、「昔から、人魚は、不吉なものだという」という香具師の言葉と、法外な金を前にして手放すことにしてしまう。娘は老夫婦の元を離れたくないと懇願するが、欲に目が眩んだ老夫婦は耳を貸さなかった。ある月の明るい晩、娘を入れるための大きな鉄格子のはまった箱(檻)を乗せた車がやってきた。そうとも知らずに娘はろうそくに絵を描き続けていたが、絵を描く娘を見ても何の情も抱かなくなった老夫婦によって無慈悲に追い出されてしまった。絵を描く間もなくなった娘は悲しい思い出の形見にと、真紅に塗り染めたろうそくを残していった。
香具師が娘を入れた箱を乗せた船が沖に出た頃、夜遅くにもかかわらず、ろうそくを買いにずぶ濡れの髪の色白な女がろうそく屋を訪れた。女は真紅のろうそくを買って出ていくが、払った硬貨を老夫婦がよく見るとそれは貝殻であった。その晩、急に空模様が変わり海は大荒れに荒れ、沖では数多くの船が難破した。その後も毎晩、何処からともなく、真紅のろうそくが神社に灯され、そのたびに海は荒れ狂った。神社の神様の罰だとおののいた老夫婦はろうそく屋を閉めるが、真紅のろうそくの火が絶えることはなかった。やがて真紅のろうそくが灯るのを見た者は海難にあい溺れ死ぬという噂が広がり、人々は神社を恨み恐れ誰も訪れなくなる。
こうして、間もなく海岸の街は亡びて無くなってしまった。

## 雁子浜の人魚伝説
この伝説は、袴形村にまだ住吉神社があったころに起きた、ある水難事故が元になっていると言われている。袴形の神社は小高い丘の上の松林の中にあり、佐渡島を臨む鳥居の南側には常夜灯が一列に並んで、悪天候でも献灯が絶えなかった。この献灯の光を頼って、佐渡島から渡ってくる不思議な女がいた。雁子浜の若者が女と恋仲となって、毎晩抜け出すようになった。若者には許嫁がおり、その母が二人の恋路を咎めたため、若者はひと夜献灯を休んでしまった。そのため女は遭難して溺れ、袴形の崖下に打ち上げられ、若者も女の後を追って身を投げた。同情した村人達は二人を弔って、常夜灯のそばに比翼塚を作り、小さな地蔵尊像を安置した。いつしか献灯は行われなくなり人も絶え、丘の上の住吉神社は寂れて、1908年（明治41年）に崩山の地に移された。
この話が人魚伝説となって後世に伝わり、未明の童話のモチーフとなった。現在神社の跡地は整地され、石碑と灯籠を一基を残すのみとなっている。